# André Boisclair
André Boisclair (Montreal, 14 de abril de 1966) é um político canadense. Foi líder do Partido Quebequense, o principal partido político separatista da província de Quebec.

## Biografia
Entre janeiro de 1996 e março de 2003, Boisclair atuou como o Ministro de Imigração e Cidadania do Quebec, tendo sido indicado ao cargo pelo líder do Partido Quebequense e então Governador do Quebec, Lucien Bouchard, e posteriormente, como Ministro do Ambiente, indicado pelo Governador Bernard Landry. Em 15 de novembro de 2005, André Boisclair venceu as eleições realizadas no partido para a escolha de um novo líder, após a renúncia de Landry.
André Boisclair é a primeira pessoa publicamente homossexual a liderar um partido político de influência na América do Norte.